# Richard Peters (Politiker, 1889)
Richard Peters (* 16. Januar 1889 in Klocksdorf, heute Carlow; † 1977 in Lübeck) war ein deutscher Lehrer und Politiker.

## Leben
Peters war Lehrer in Herrnburg, von 1919 bis 1927 in Neustrelitz und von 1929 bis 1932 in Selmsdorf. Er gehörte für die SPD dem ersten, zweiten und dritten ordentlichen Landtag von Mecklenburg-Strelitz an, von 1920 bis 1923 war er Schriftführer des Landtags, 1923 und 1927 Mitglied des Staatsrats. 1923 wechselte er zur KPD und kandidierte für die KPD 1924 erfolglos für den Reichstag.